# Скляна облуда
Скляна облуда — прояв психічного розладу, зареєстрований в Європі переважно в пізньому середньовіччі та ранньому новому періоді (15-17 ст.).  Люди боялись, що вони зроблені зі скла "і тому, ймовірно, можуть розлетітись на шматки".

## Омана
У 16-17 століттях Європи скло стало цінним товаром. Його вважали магічним, алхімічним предметом.  Асоціюючись із крихкістю та розкішшю, скло вплинуло на те, як дворяни ранньої Європи сприймали своє поважне становище в суспільстві. Ця фіксація на новому матеріалі сприяла прояву омани. Едвард Шортер, історик психіатрії з Університету Торонто, пояснює зростання марення в Європі 17 століття новизною скляного матеріалу, стверджуючи, що «протягом історії винахідливий підсвідомий розум прив’язував свої ілюзії до нових матеріалів і технічний прогрес епохи». 
Концентрація скляної омани серед заможних і освічених класів дозволила сучасним ученим пов'язати її з ширшим і краще описаним розладом — меланхолією. 

## Сучасні описи
Роберт Бертон в своїй книзі «Анатомія меланхолії» (1621) торкається цієї теми, в якості одного з багатьох пов’язаних проявів  тієї самої тривоги:
Страх дияволів, смерті, такої чи іншої хвороби, готові тремтіти перед будь-яким предметом, думають, що вони незабаром помруть, або що хтось з їхніх дорогих друзів чи близьких союзників вже мертві; неминучої небезпеки, втрати та ганьба все ще мучать інших; що всі вони скляні, і тому не переживуть, якщо до них наблизитись; що всі вони всі як пробки, або легкі, як пір'я; інші ж важкі, як свинець ; дехто боїться, що їх голова впаде з плечей, що в животі жаби і т. д. 
Мігель де Сервантес заснував один зі своїх коротких Взірцевих Романів «Скляний випускник» ( ісп. El licenciado Vidriera  </link> , 1613), про оману титульну оману, якою страждає починаючий молодий юрист.  Головний герой оповідання впадає у важку депресію після того, як шість місяців пролежав у ліжку після отруєння нібито афродизіаком . Він стверджує, що, будучи скляним, його сприйняття всього чіткіше, ніж людей з плоті, і демонструє це дотепні коментарі. Після двох років хвороби Родаю виліковує ченець; жодних подробиць лікування не надається, за винятком того, що чернець нібито є чудотворцем.
Голландський поет Константін Гюйгенс написав «Дорогу дурість» (1622 р.), зосереджену на суб'єкті, який «боїться всього, що рухається поруч з ним... стілець стане для нього смертю; він тремтить біля ліжка, боячись, що стілець зламає йому зад, а ліжко— голову».  Його Голландський сучасник Каспар Барлеус пережив Скляну оману. 
Французький філософ Рене Декарт написав «Роздуми про першу філософію» (1641), використовуючи скляну оману, як приклад божевільної людини, чиє сприйняття світу відрізняється від того, що відчуває більшість.  У «Есе» (книга II, розділ XI, 13), пропонуючи свою знамениту модель божевілля, Джон Локк також посилається на скляну оману. 
У наш час скляна омана не зникла повністю. Й сьогодні трапляються поодинокі випадки. «Опитування сучасних психіатричних закладів виявили лише два конкретні (проте непідтверджені) випадки скляної облуди. Фульше-Дельбоск повідомляє, що знайшов одну "Скляну людину" в паризькій лікарні, а лікарні в Меренбергу жінку, яка вважала себе черепком. " Енді Ламейн, психіатр з Нідерландів, повідомляє, що в Лейдені у нього є пацієнт-чоловік, який страждає від такого марення. 
Німецький алхімік Йоганн Йоахім Бехер захоплювався скляною облудою. У Physica Subterranea (1669) він писав, що відкрив спосіб перетворення мертвих людських тіл на скло. Однак твердження Бехера не було правдивим. 

## Історичні випадки

### Король Карл VI
Відомо, що король Франції Карл VI страждав від скляної омани. Він носив одяг, укріплений залізними прутами, і не дозволяв своїм радникам наближатися до нього через страх, що його тіло випадково «розібється». Вірогідно, що він був першим відомим випадком скляної облуди. 

### Принцеса Олександра Баварська
Принцеса Олександра Баварська вважала, що в дитинстві проковтнула скляне піаніно. Вона була переконана, що з того моменту інструмент залишився в її тілі, та боялась, що він може розбитися та проткнути її органи. 

### Георгіос Хаціанестис
Георгіос Хаціанестис, грецький військовий офіцер, був командувачем Малоазійської армії під час греко-турецької війни в 1922 році. Він не зміг адекватно відповісти на Великий наступ, який перевернув війну на користь турків, оскільки вважав, що його ноги зроблені зі скла і можуть розлетітися на шматки, якщо він поворухнеться. За свою невдачу він був засуджений як антивенізаліст у «Процесі шістьох» (єдиний воєначальник, який був притягнутий до відповідальності) і був страчений за державну зраду . 

## Дивіться також
- Карл VI Франції
- El licenciado Vidriera
- Принцеса Олександра Баварська
- Георгіос Хаціанестис